# Głuszyna Leśna
Głuszyna Leśna – osada w Polsce położona w województwie wielkopolskim, w powiecie poznańskim, w gminie Mosina.
W latach 1975–1998 miejscowość administracyjnie należała do województwa poznańskiego. Znajduje się tu zabytkowa willa z początku XX wieku i drewniany krzyż z datą 2007 na tabliczce. 
Inne miejscowości o nazwie Głuszyna: Głuszyna, Głuszyno

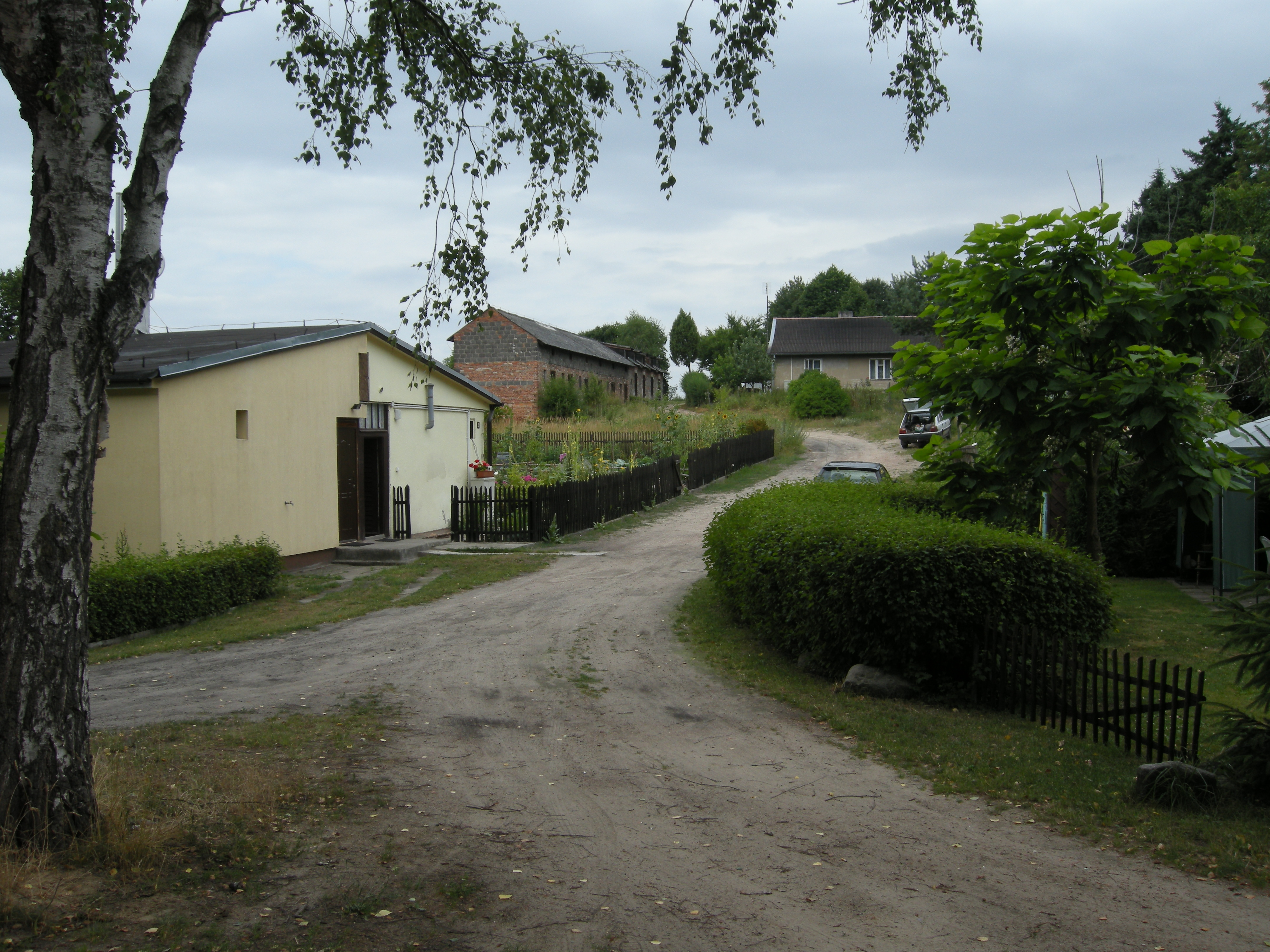
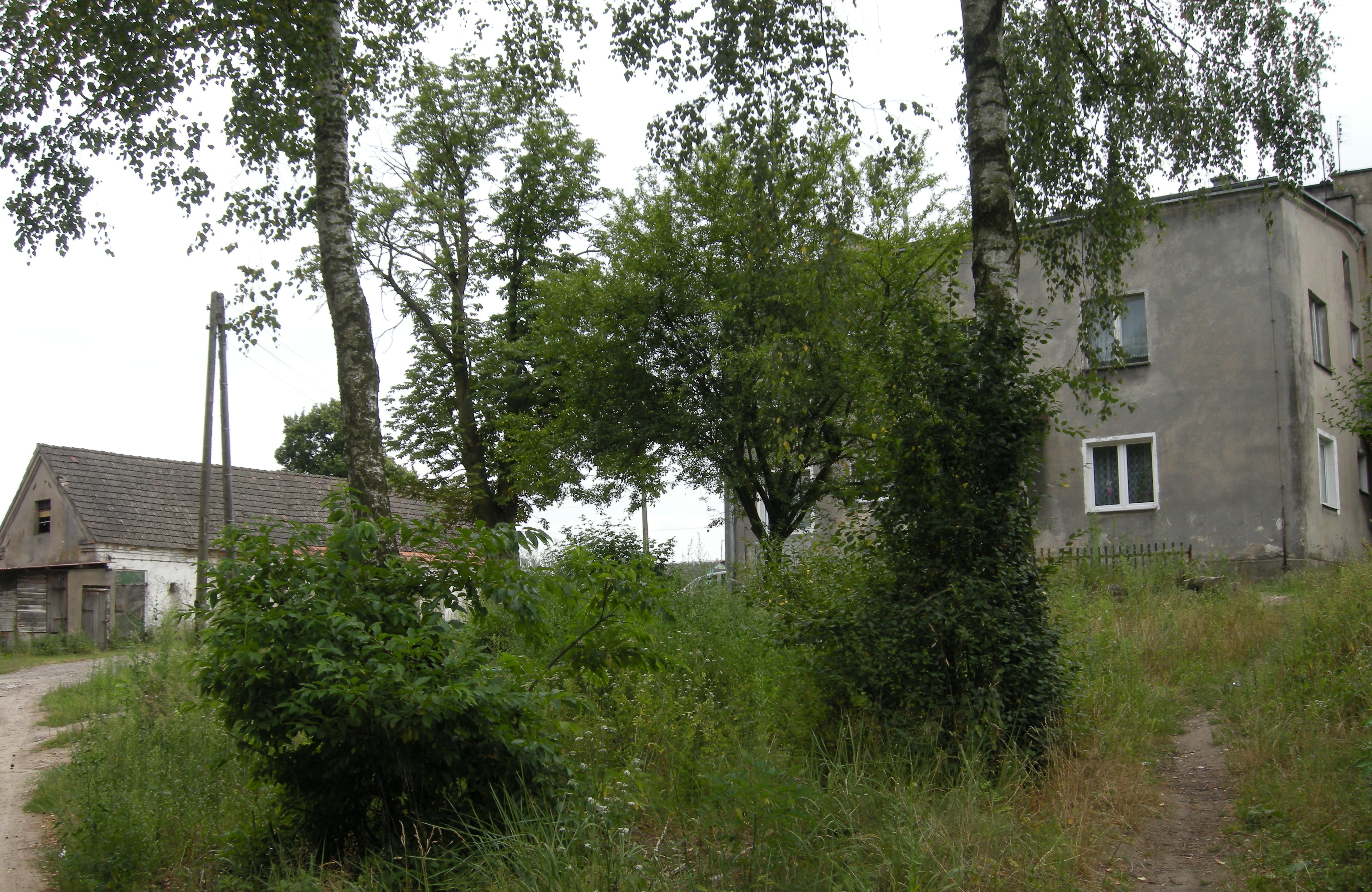